# Der erste Traktor

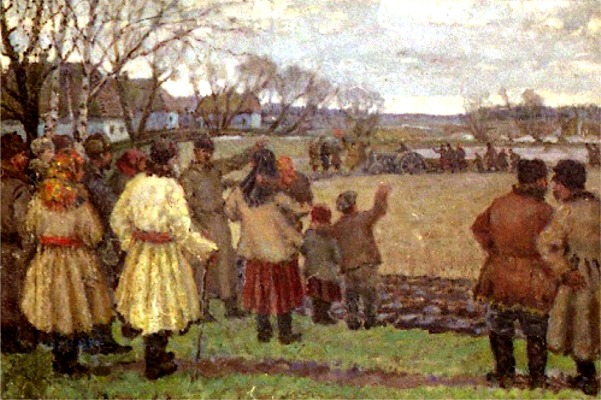
„Der erste Traktor“ von Wladimir Krichatski

Der erste Traktor (russisch Первый трактор Perwy traktor) war der Name verschiedener Bilder im Stile des 1932 eingeführten sozialistischen Realismus, die die Anfänge der Kollektivierung in der Sowjetunion porträtieren. Im Mittelpunkt der Bilder steht ein Traktor als große Errungenschaft des Sozialismus. Die Darstellung diente dazu, die Industrialisierung der Landwirtschaft propagandistisch hervorzuheben und die Modernisierung des Dorflebens zum Ausdruck zu bringen.
Üblicherweise zeigen diese Bilder den Fordson-Traktor, der zunächst importiert und ab 1924 in der Sowjetunion auch produziert wurde (siehe Fordson-Putilowez).

## Werke (Auswahl)
Die nachfolgende Aufzählung beinhaltet eine Auswahl von Kunstwerken aus dieser Zeit, die den Titel „Der erste Traktor“ tragen.
- Wladimir Gawrilowitsch Krichatski (Владимир Гаврилович Крихацкий), Gemälde
- Iwan Alexejewitsch Michailin (Иван Алексеевич Михайлин), Gemälde
- Wladimir Wassiljewitsch Jeltschaninow (Владимир Васильевич Ельчанинов), Gemälde
- Boris Alexandrowitsch Goller (Борис Александрович Голлер), Theaterstück
- Ljudmila Nikolajewna Kostina (Людмила Николаевна Костина), Gemälde
- Wiktor Jefimowitsch Zigal (Виктор Ефимович Цигаль), Gemälde
- Walentin Sergejewitsch Tschekmassow (Валентин Сергеевич Чекмасов), Gemälde
- Maxim Maximowitsch Pawlow (Максим Максимович Павлов), Knochenschnitzerei
- Tamar Grigorjewna Abakelia (Тамара Григорьевна Абакелия), Gemälde

## Namensgebung
Ein weiterer Aspekt der mit dem „ersten Traktor“ verbundenen Zeit ist, dass es in diesen revolutionären Zeiten in Mode war, seinen Kindern Akronyme als Namen zu geben, so zum Beispiel „Wladlen“ für „Wladimir Lenin“ oder „Wilor“ für „Wladimir Iljitsch Lenin – Organisator der Revolution“. Auf diese Weise entstand auch der Vorname „Dasdrapertrak“ („Даздрапертрак“) mit der Bedeutung „Es lebe der erste Traktor!“ („Да здравствует первый трактор!“).